# Château Schimper
Le château de Schimper est une ruine de château située à Moresnet, section de la commune belge de Plombières.
Le château était situé à une hauteur stratégique le long de la vallée de Gueule.

## Historique
Le château est construit vers 1350 et appartient à l'époque à un certain Guy von Chinpier. La famille Von Chimpier s'éteint vers 1450. Le château est ensuite habité par le chevalier Jan van Palant, puis en 1466, il passe par mariage à la famille van Wittem, puis (1515) par mariage à la famille van Ghoor et enfin à la famille Spies von Büllesheim. Cette famille posséde le domaine pendant deux siècles, mais le château tombe en ruine et n'est plus habitable en 1747.
Vers 1900, il ne reste plus que quelques murs debout. De nombreuses pierres ont disparu depuis et du château, avec des parties datant des XIVe et XVIIe siècles, il ne reste plus que quelques fondations.
Dans les années 1980, le domaine avec son manège a été acheté par le chanteur Heintje.